# Nemonyx semirufus
Nemonyx semirufus là một loài bọ cánh cứng trong họ Nemonychidae. Loài này được Pic miêu tả khoa học đầu tiên năm 1898.